# Centromyrmex alfaroi
Centromyrmex alfaroi é uma espécie de inseto do gênero Centromyrmex, pertencente à família Formicidae.